# Jaime Wright
Jaime Nelson Wright (Curitiba, Paraná; 12 de juliol de 1927 – Vitória, Espírito Santo; 29 de maig de 1999) va ser un pastor presbiterià brasiler, reconegut per la seva defensa dels drets humans.

## Biografia
Fill de missioners presbiterians nord-americans, Jaime Wright es va formar a la Universitat d'Arkansas i després va obtenir la postgraduació a la Universitat de Pennsilvània. Va ser sacerdot a l'interior de Bahia i va fer-se conegut durant el seu pas per Caetité, en els primers anys de la dictadura militar, quan va denunciar actuacions sospitoses dels òrgans del govern estatal, el que li va valer les primeres persecucions per part d'un règim que no tolerava l'exposició pública.
El 1973 el seu germà, Paulo Wright, militant d'esquerra i exdiputat estatal per Santa Catarina —deposat pel govern militar— , va desaparèixer. Jaime decideix lluitar i comença a reunir una basta documentació sobre la tortura i assassinats practicats per l'Estat. De forma secreta, va unir-se al cardenal arquebisbe de São Paulo Do Paulo Evaristo Arns i al rabí Henry Sobel, que va resultar en la publicació del llibre Brasil: Nunca Mais (1985), que desemmascarava el terrorisme d'estat practicat durant aquella etapa.
Els darrers anys de la seva vida va residir a Vitória, on va morir víctima d'un atac de cor. El seu nom figura entre els brasilers que més van contribuir pel restabliment de la democràcia, la persecució dels criminals emparats per la dictadura i la defensa dels drets fonamentals de la ciutadania.

## Heroi de la Pàtria
El dia 10 de maig de 2023, el president Luiz Inácio Lula da Silva va sancionar la Llei n° 14.573 que inscrivia el nom de Jaime Nelson Wright en el Llibre dels Herois i Heroïnes de la Pàtria, per mor de la seva lluita en la defensa dels drets humans, sent el primer pastor a formar part del Llibre d'Acer que es troba en el Panteó de la Pàtria i de la Llibertat Tancredo Neves, a la Plaça dels Tres Poders de Brasília.